# Barry Morrow
Barry Morrow (n. 12 de junio de 1948) es un guionista y productor ganador de un premio a la Academia. Escribió la historia y coescribió el guion para Rain Man.
Morrow nació en Austin, Minnesota. Estudió en la Universidad St. Olaf. Después de presentar su guion de Rain Man, recibió su título en 1989. Es un ávido jugador de golf.

## Premios y distinciones
Premios Óscar
| Año  | Categoría            | Película | Resultado |
| ---- | -------------------- | -------- | --------- |
| 1989 | Mejor guion original | Rain Man | Ganador   |